# Louis Attrill
Pour les articles homonymes, voir Attrill.
Louis Attrill, né le 5 mars 1975 à Newport (île de Wight), est un rameur britannique.
Il obtient la médaille d'or olympique en 2000 à Sydney en huit hommes.